# Igor Volk
Pour les articles homonymes, voir Volk.
Igor Petrovitch Volk (en russe : И́горь Петро́вич Волк) est un cosmonaute soviétique puis russe, né le 12 avril 1937 à Zmiev en RSS d'Ukraine (Union soviétique) et mort le 3 janvier 2017.

## Biographie
Ce pilote des forces aériennes soviétiques est sélectionné en 1977 pour devenir cosmonaute.
Il est le premier à avoir réalisé la figure de voltige appelée « Cobra de Pougatchev ».

## Vols réalisés
- Il réalise un unique vol spatial en tant qu'expérimentateur à bord de Soyouz T-12, le 17 juillet 1984, en tant que membre de l'expédition Saliout 7 EP-4, à bord de la station spatiale Saliout 7. Il revient sur Terre le 29 juillet 1984.
- Igor Volk est aux commandes du premier vol atmosphérique d'essai de la navette Bourane OK-GLI, le 10 novembre 1985.